# Tom Maguire
Tom Maguire (28 mars 1892 – 5 juillet 1993) est un républicain irlandais, membre de l'Irish Republican Army, puis de la scission opposée au traité de paix et dernier survivant du premier Dáil Éireann qui lança la guerre d'indépendance irlandaise.
À la tête de la brigade de South Mayo au sein de l'IRA pendant la guerre d'indépendance, il refuse le Traité anglo-irlandais et participe à la Guerre civile irlandaise aux côtés de la scission de l'Irish Republican Army opposée à la paix. Réélu député en 1927, il continue son engagement républicain au sein du Sinn Féin. En 1970, il apporte son soutien au Provisional Sinn Féin.
- British Army military intelligence file for Thomas Maguire